# كرة الهدف في الألعاب البارالمبية الصيفية 2016 - قوائم فرق الرجال
تُظهر هذه المقالة قوائم جميع الفرق المشاركة في بطولة كرة الهدف للرجال في الألعاب البارالمبية الصيفية 2016 في ريو دي جانيرو.

## المجموعة أ

### الجزائر
القائمة التالية هي قائمة الجزائر في بطولة كرة الهدف للرجال في الألعاب البارالمبية الصيفية 2016.
| رقم | اللاعب             | الفئة | تاريخ الميلاد (السن)      |
| --- | ------------------ | ----- | ------------------------- |
| 1   | سمير بلهوشات       | B2    | 20 أكتوبر 1974 (العمر 41) |
| 2   | إسحاق بوتليب       | B1    | 23 أبريل 1987 (العمر 29)  |
| 3   | عماد الدين قدمان   | B1    | 23 مارس 1991 (العمر 25)   |
| 4   | عبد الحليم العرابي | B1    | 26 مايو 1984 (العمر 32)   |
| 5   | محمد مقران         | B2    | 9 أكتوبر 1974 (العمر 41)  |
| 6   | جيلالي شناوي       | B3    | 20 مايو 1992 (العمر 24)   |

### البرازيل
القائمة التالية هي قائمة منتخب البرازيل في بطولة كرة الجرس للرجال في الألعاب البارالمبية الصيفية 2016.
| رقم | اللاعب                 | الدرجة | تاريخ الميلاد (العمر)     |
| --- | ---------------------- | ------ | ------------------------- |
| 1   | جوزيه روبيرتو أوليفيرا | B1     | 2 أبريل 1981 (العمر 35)   |
| 2   | أليكس دي ميلو          | B2     | 10 ديسمبر 1994 (العمر 21) |
| 3   | أليكسندر سيلينتي       | B1     | 21 ديسمبر 1980 (العمر 35) |
| 4   | ليومون مورينو          | B1     | 21 أغسطس 1993 (العمر 23)  |
| 5   | جوزيمارسيو سوزا        | B3     | 8 سبتمبر 1995 (العمر 21)  |
| 6   | روماريو ماركيز         | B1     | 20 يوليو 1989 (العمر 27)  |

### كندا
التالي هو قائمة كندا في بطولة كرة الهدف للرجال في الألعاب البارالمبية الصيفية 2016.
| رقم | اللاعب         | الفئة | تاريخ الميلاد (العمر)      |
| --- | -------------- | ----- | -------------------------- |
| 1   | أحمد Zeivdavi  | B1    | سبتمبر 3, 1985 (العمر 31)  |
| 3   | بريندان Gaulin | B3    | يوليو 13, 1989 (العمر 27)  |
| 5   | برونو Hache    | B2    | يوليو 13, 1977 (العمر 39)  |
| 6   | بلاير Nesbitt  | B3    | نوفمبر 24, 1992 (العمر 23) |
| 7   | دوغ Ripley     | B3    | نوفمبر 15, 1973 (العمر 42) |
| 8   | سيمون Richard  | B3    | مايو 12, 1994 (العمر 22)   |

### ألمانيا
ما يلي هو قائمة منتخب ألمانيا في بطولة كرة الهدف للرجال في دورة الألعاب البارالمبية الصيفية 2016.
| رقم | اللاعب          | الفئة | تاريخ الميلاد (العمر)     |
| --- | --------------- | ----- | ------------------------- |
| 1   | مايكل فيستل     | B2    | 13 أكتوبر 1992 (العمر 23) |
| 3   | توماس شتايغر    | B2    | 31 يوليو 1996 (العمر 20)  |
| 4   | كريستيان فرايبل | B2    | 17 مارس 1989 (العمر 27)   |
| 5   | ستيفان هافرانك  | B2    | 1 يناير 1985 (العمر 31)   |
| 6   | أوليفر هوراوف   | B2    | 13 نوفمبر 1996 (العمر 19) |
| 7   | رينو تيدي       | B2    | 16 مارس 1990 (العمر 26)   |

### السويد
التالي هو قائمة منتخب السويد في بطولة كرة الهدف للرجال في دورة الألعاب البارالمبية الصيفية 2016.
| رقم | اللاعب            | الفئة | تاريخ الميلاد (العمر)     |
| --- | ----------------- | ----- | ------------------------- |
| 1   | Fatmir Seremeti   | B2    | 10 أبريل 1983 (العمر 33)  |
| 3   | Stefan Gahne      | B2    | 15 يناير 1982 (العمر 34)  |
| 4   | Nils Posse        | B2    | 28 أكتوبر 1997 (العمر 18) |
| 5   | Jimmy Björkstrand | B3    | 4 مايو 1979 (العمر 37)    |
| 7   | Mikael Åkerberg   | B3    | 1 يوليو 1982 (العمر 34)   |
| 8   | Peter Weichel     | B3    | 23 ديسمبر 1982 (العمر 33) |

## المجموعة ب

### الصين
فيما يلي قائمة فريق الصين في بطولة كرة الهدف للرجال في الألعاب البارالمبية الصيفية 2016.
| رقم | لاعب            | الفئة | تاريخ الميلاد (العمر)     |
| --- | --------------- | ----- | ------------------------- |
| 1   | شاو شواي        | B1    | 7 يناير 1987 (العمر 29)   |
| 2   | كاي تشانغقوي    | B1    | 15 أبريل 1983 (العمر 33)  |
| 3   | يانغ مينغيوان   | B2    | 13 يناير 1998 (العمر 18)  |
| 4   | تشين ليانغليانغ | B1    | 28 سبتمبر 1984 (العمر 31) |
| 5   | هو مينغياو      | B2    | 14 يناير 1995 (العمر 21)  |
| 6   | يو تشينغوان     | B1    | 19 أبريل 1996 (العمر 20)  |

### فنلندا
التالي هو قائمة فريق فنلندا في بطولة كرة الهدف للرجال في الألعاب البارالمبية الصيفية 2016.
| رقم | لاعب            | الفئة | تاريخ الميلاد (العمر)    |
| --- | --------------- | ----- | ------------------------ |
| 1   | يارنو ماتيلا    | B2    | 1 يناير 1985 (العمر 31)  |
| 2   | فيلي مونتونين   | B2    | 27 أبريل 1986 (العمر 30) |
| 4   | إركي مينالا     | B1    | 19 أغسطس 1986 (العمر 30) |
| 6   | ماركوس تيهوماكي | B1    | 29 يناير 1994 (العمر 22) |
| 8   | ميكا هونكانين   | B2    | 21 يوليو 1989 (العمر 27) |
| 9   | بتري بوسيو      | B2    | 17 مايو 1983 (العمر 33)  |

### ليتوانيا
ما يلي هو قائمة ليتوانيا في بطولة كرة الهدف للرجال في الألعاب البارالمبية الصيفية 2016.
| الرقم | اللاعب              | الفئة | تاريخ الميلاد (العمر)     |
| ----- | ------------------- | ----- | ------------------------- |
| 1     | نريجوس مونتفيداس    | B1    | 21 يناير 1985 (العمر 31)  |
| 3     | جوستاس بازاراوسكاس  | B1    | 15 ديسمبر 1991 (العمر 24) |
| 5     | مانتاس برازاوسكيس   | B2    | 15 يونيو 1990 (العمر 26)  |
| 6     | مانتاس بانوفاس      | B2    | 20 أغسطس 1989 (العمر 27)  |
| 7     | جينريك بافليوكانيس  | B1    | 17 يونيو 1976 (العمر 40)  |
| 9     | ميندوغاس سوتشوفيجوس | B1    | 2 أبريل 1988 (العمر 28)   |

### تركيا
فيما يلي قائمة تركيا في بطولة كرة الهدف للرجال في دورة الألعاب البارالمبية الصيفية لعام 2016.
| الرقم | اللاعب          | الدرجة | تاريخ الميلاد (العمر)     |
| ----- | --------------- | ------ | ------------------------- |
| 1     | حسين ألقان      | B1     | 1 أبريل 1988 (العمر 28)   |
| 3     | سيرجان كايا     | B1     | 1 يونيو 1991 (العمر 25)   |
| 4     | أكرم جوندوغدو   | B1     | 26 أكتوبر 1990 (العمر 25) |
| 5     | عبدالله أيدوğدو | B3     | 27 سبتمبر 1991 (العمر 24) |
| 6     | يونس إمري أكيüz | B2     | 3 مايو 1993 (العمر 23)    |
| 7     | تونجاي قاراكايا | B1     | 1 أكتوبر 1989 (العمر 26)  |

### الولايات المتحدة
التالي هو قائمة الولايات المتحدة في بطولة الكرة الطائرة للرجال في دورة الألعاب البارالمبية الصيفية 2016.
| رقم | اللاعب        | الفئة | تاريخ الميلاد (العمر)      |
| --- | ------------- | ----- | -------------------------- |
| 1   | أندي جينكس    | B3    | سبتمبر 21, 1990 (العمر 25) |
| 2   | تايلر ميرين   | B2    | مايو 29, 1984 (العمر 32)   |
| 3   | داريل واكر    | B2    | ديسمبر 29, 1981 (العمر 34) |
| 4   | جون كوسكو     | B2    | أغسطس 6, 1984 (العمر 32)   |
| 5   | جوزيف هاملتون | B1    | سبتمبر 6, 1978 (العمر 38)  |
| 7   | مات سيمبسون   | B1    | مارس 30, 1990 (العمر 26)   |